# Jean-Baptiste Renard de Saint-Malo
Jean-Baptiste Renard de Saint-Malo, né le 16 juillet 1780 à Collioure, mort le 11 février 1854 à Perpignan, est un historien et homme politique français.  

## Biographie
Jean-Baptiste Marie Louis Renard de Saint-Malo est le fils de Philippe Jean Louis Renard de Saint-Malo et de Josèphe de Camprodon de Cahors. Son père est ingénieur en chef au creusement du port moderne de Port-Vendres et lieutenant colonel au corps royal du Génie à Collioure. En 1810, il épouse à Perpignan Marie Antoinette de Coma de Pont, prématurément décédée en 1817. 

## Carrière
Tout d'abord géomètre dans le département des Pyrénées-Orientales de 1807 à 1815, il devient quartier-maître de la 1ère compagnie des volontaires royaux de ce département en 1815. Ce bref engagement royaliste et militaire le conduit à être nommé sous-préfet de Céret en août de la même année.
Sous-préfet de Céret pendant toute la Restauration (1815-1830), il se consacre, de 1830 à 1838, à l'étude de l'Histoire des Pyrénées-Orientales et fait paraître de nombreux articles dans le Publicateur des Pyrénées-Orientales, avant de se retirer de la vie publique. En 1845, il reprend ses publications au sein de la Société Agricole, Scientifique et Littéraire des Pyrénées-Orientales et devient correspondant du ministère de l'Instruction publique. 

## Distinctions
Jean Baptiste Renard de Saint-Malo est élevé au grade de chevalier de la Légion d'honneur en 1824. Il est également chevalier de l'ordre de Charles III d'Espagne.